# Bristol Phoenix
Il Bristol Phoenix era un motore radiale 9 cilindri raffreddato ad aria a ciclo Diesel sviluppato dall'azienda britannica Bristol Engine Company nei tardi anni venti e rimasto allo stadio di prototipo.
Sviluppo del radiale Pegasus a ciclo Otto del quale manteneva l'architettura venne realizzato in un numero limitato di esemplari.

## Storia
Dopo il termine della prima guerra mondiale, negli anni che seguirono l'aviazione ebbe un notevole sviluppo essendosi creati i presupposti per aziende commerciali di trasporto che vedevano nel mezzo aereo una nuova fonte di reddito. Uno dei problemi che in quegli anni le compagnie aeree dovevano affrontare era la necessità di aprire nuove rotte a medio raggio al minor costo possibile, opportunità offerta da velivoli che potessero offrire una capacità sempre maggiore contenendo nel contempo i consumi di carburante, sia per aumentare l'autonomia che per diminuire gli scali tecnici e, di conseguenza, i costi d'esercizio.

### Sviluppo
A tal fine la Bristol Engine Company, divisione motoristica della Bristol Aeroplane Company, decise di avviare una sperimentazione nell'utilizzo di un combustibile alternativo ancora poco utilizzato, il gasolio, adattando un radiale Pegasus alla tecnologia del ciclo Diesel. Il vantaggio principale che si cercava di ottenere era legato al minore consumo di carburante, che poteva raggiungere il 35%.
Ne furono costruiti pochissimi esemplari tra gli anni 1928 e il 1932. Il Phoenix venne montato solo sul Westland Wapiti, velivolo con il quale nel 1934 conquistò il record di altezza per motori diesel che mantenne fino alla seconda guerra mondiale.

## Varianti
Phoenix Iversione a ciclo Diesel del Pegasus IF, 380 hp.
Phoenix IIMversione a ciclo Diesel e sovralimentata del Pegasus IM, 470 hp.

## Velivoli utilizzatori
Regno Unito
- Westland Wapiti